# Conquista portuguesa de Tánger
La conquista portuguesa de Tánger (en portugués: Conquista de Tânger) de la dinastía Wattásida, fue una campaña que tuvo lugar el 28 de agosto de 1471 por fuerzas portuguesas bajo la orden del rey Alfonso V, apodado el Africano.

## Contexto
Los portugueses iniciaron su expansión de ultramar con la conquista de Ceuta en 1415. Desde entonces, habían conquistado más ciudades en el norte de África, como Alcazarseguir (1458), Anfa (1471) y Arcila (1471). Estas conquistas permitieron a Portugal adentrarse más en territorio musulmán, saqueando y asaltando ciudades, lo que le dio muchos beneficios. 
Mucho antes de 1471, los portugueses ya tenían la intención de tomar Tánger, habiendo lanzado previamente algunos ataques en un intento de conquistar la ciudad. El famoso desastre de Tánger, en 1437, fue uno de estos intentos liderados por el príncipe Enrique, el mismo hombre que inició la Era de los Descubrimientos .
Por otro lado, Marruecos atravesaba grandes conflictos políticos e internos, lo que hacía más difícil luchar contra la inminente amenaza portuguesa. 

## La Conquista
Poco después de la conquista de Arcila por los portugueses, Alfonso V ordenó a Dom João, probablemente hijo del duque de Braganza, que tomara Tánger. 
Los ciudadanos de Tánger creían que el apoyo de Muhammad al-Shaikh, gobernador de Asilah, ayudaría a repeler al ejército invasor portugués . Sin embargo, envuelto en su conflicto con el gobernador de Fez, al-Shaikh optó por firmar un tratado con los portugueses, que les permitió entrar en Tánger sin oposición. 

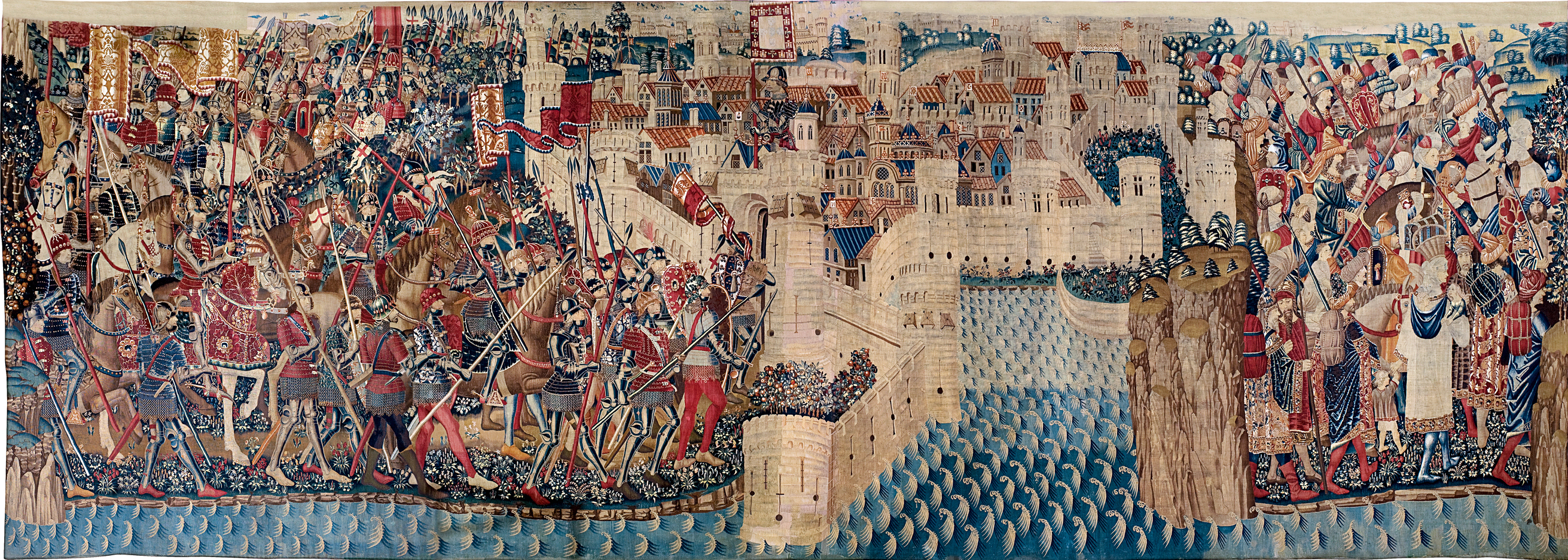
Toma de Tánger, representada por los Tapices de Pastrana.

Temiendo el mismo destino que Asilah, donde 2.000 residentes fueron asesinados y más 5.000 vendidos en cautiverio,   los civiles de Tánger huyeron de la ciudad.

## Consecuencias
Dom João nombró al primer capitán de Tánger Rodrigo Afonso de Melo, quien asumió el cargo con una guarnición después de que el marqués se marchara con el resto de sus tropas.  El número de soldados portugueses en Tánger en 1471 ascendía a 40 jinetes; 470 infantes, de los cuales 130 eran ballesteros; 10 artilleros, 6 exploradores. 
Durante las siguientes décadas, los portugueses continuarían atacando otras ciudades estratégicas y conquistando muchas. Las siguientes generaciones de líderes musulmanes asaltarían sin éxito la Tánger portuguesa en múltiples ocasiones. El dominio portugués sobre Tánger duraría hasta 1661, cuando lo transfirieron a Inglaterra . 